# Lakatos Yvette
Torres Lakatos Yvette (Budapest, 1994. szeptember 1. –) magyar-kanadai kettős állampolgárságú énekes-dalszerző és zenész. A Megasztár 5. évadának 6. helyezettje.

## Pályafutása
Gyermekkora nagy részét szüleivel Kanadában töltötte, majd 2009 őszétől ismét Magyarországon éltek. Középiskolai tanulmányait Pécelen végezte.
Első dala, a Don't You Know 2011 nyarán jelent meg. Ezt követően Time to Be Free című szerzeménye bekerült a VIVA televízió Top 10-es slágerlistájára.
2014-ben, miután a Josh és Jutta formáció Jutta balesete miatt feloszlott, Josh új duót alakított Lakatos Yvettel.
Részt vett az Erzsébet-tábor hivatalos dalának feléneklésében is, amely a Hazahúzó című turisztikai műsor főcímdala lett az Echo TV-n és az ATV-n.

## Magánélet
2021-ben ment férjhez Israel Torreshez. Vancouverben, Brit Columbiában szűk családi körbe házasodtak össze. Egy gyermekük született, Sebastian Israel Torres, aki 2023. január 16-án látta meg a napvilágot.

## A Megasztárban előadott dalok
| #        | Előadó                             | Dal                                  | Zene / szöveg                                                    | Eredmény     |
| -------- | ---------------------------------- | ------------------------------------ | ---------------------------------------------------------------- | ------------ |
| 1. döntő | Lakatos Yvette                     | Unfaithful                           | Ne-Yo                                                            | Továbbjutott |
| 2. döntő | Lakatos Yvette                     | Speak Softly Love                    | Larry Kusik                                                      | Továbbjutott |
| 3. döntő | Lakatos Yvette                     | Sweet Child o Mine                   | Guns N Roses                                                     | Továbbjutott |
| 4. döntő | Lakatos Yvette                     | Akad amit nem gyógyít meg az idő sem | László Attila, Horváth Attila                                    | Továbbjutott |
| 5. döntő | Lakatos Yvette                     | Because Of You                       | Kelly Clarkson, David Hodges és Ben Moody                        | Utolsó Kettő |
| 6. döntő | Lakatos Yvette                     | It's Raining Men                     | Paul Jabara, Paul Shaffer, Martha Wash, Izora Armstead, Mila Jam | Továbbjutott |
| 7. döntő | Lakatos Yvette                     | I'm Every Woman                      | Nickolas Ashford, Valerie Simpson                                | Utolsó Kettő |
| 8. döntő | Lakatos Yvette és Bereczki Zoltán  | I've Had The Time Of My Life         | Bill Medley, John DeNicola, Franke Previte, Jennifer Warnes      | Kiesett      |
| 8. döntő | Lakatos Yvette ésDjordjevic István | Kids                                 | Robbie Williams, Guy Chambers                                    | Kiesett      |